# Kalihati
Kalihati (en bengali :  কালিহাতী) est une upazila du Bangladesh dans le district de Tangail. En 2011, on y dénombrait 410 293 habitants.